# Atmospheric Reentry Demonstrator

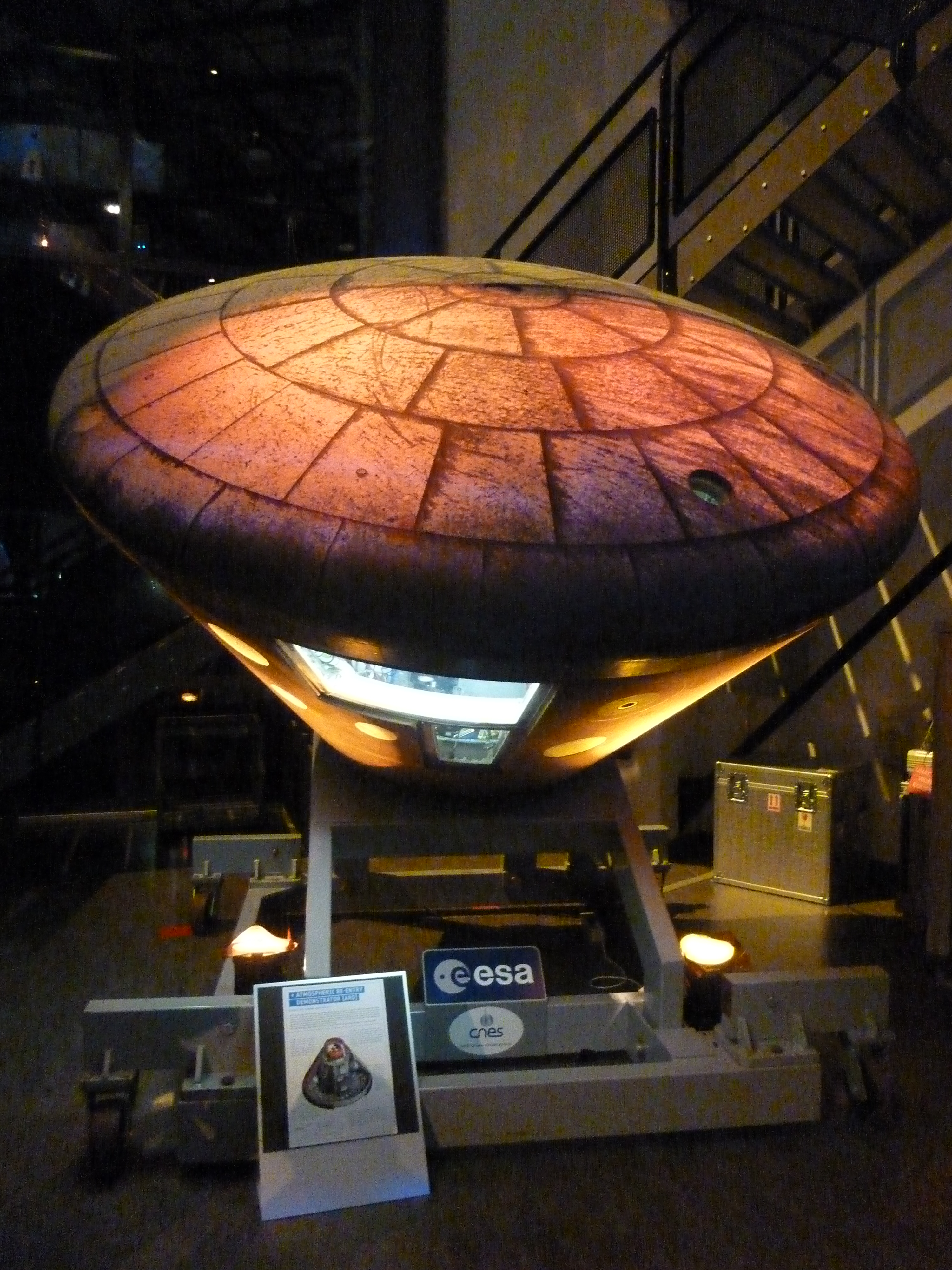
Atmospheric Reentry Demonstrator (2014)

Der Atmospheric Reentry Demonstrator (ARD) ist ein unbemanntes Raumfahrzeug, das als Studie bei der Entwicklung einer europäischen Mannschaftskapsel für den Transport zur Internationalen Raumstation (ISS) entstanden ist. Es ähnelt vom Aussehen her einer Apollo-Kommandokapsel.
Die Kapsel wurde von Aérospatiale hergestellt, ist 2,4 m hoch und hat einen Durchmesser von 2,8 m. Dies sind 50 Prozent der Maße, die später die Atmospheric-Reentry-Demonstrator-Astronautenkapsel haben soll. Ihr Äußeres besteht aus Aluminium. An der breiten Grundplatte der Kapsel befindet sich der Hitzeschild, welcher aus Aleastrasil besteht. Das Flugleitsystem sowie das elektrische System beruhen auf für die Ariane 5 entwickelter Technik.
Das Lageregelungssystem mit sieben Hydrazindüsen stammt von der deutschen DASA. Es dient dazu, die Kapsel mit dem Hitzeschild vor dem Eintritt in die Atmosphäre auszurichten.
Der erste und bisher einzige Start des ARD war ein suborbitaler Testflug. Er erfolgte am 21. Oktober 1998 vom Centre Spatial Guyanais in Kourou durch eine Ariane 5. In einer Höhe von 216 km trennte sich der ARD zwölf Minuten nach dem Start von der Trägerrakete und stieg weiter auf eine maximale Höhe von 830 km. Während des Fluges wurden etwa 200 technische Parameter erfasst und zur Bodenstation gesendet. Beim Wiedereintritt traten am Hitzeschild Temperaturen von bis zu 900 °C auf, das Innere der Landekapsel blieb jedoch jederzeit luftdicht und intakt. 101 Minuten nach dem Start wasserte der ARD 4,9 km vom anvisierten Zielpunkt im Pazifischen Ozean zwischen den Marquesas und Hawaii. Fünf Stunden später wurde die Kapsel geborgen und zu weiteren Untersuchungen nach Europa gebracht. Der ARD hatte sämtliche Anforderungen erfüllt.
Der ARD ist in der Cité de l’espace in Toulouse ausgestellt.
Ein Nachfolgeprojekt des ARD ist das Intermediate Experimental Vehicle, das erstmals am 11. Februar 2015 mit der Trägerrakete Vega gestartet ist.